# Murdoc
Murdoc – fikcyjny bohater z serialu telewizyjnego MacGyver, grany przez Michaela Des Barresa. Jest płatnym mordercą pracującym dla międzynarodowej grupy zabójców, który usiłuje zabić MacGyvera oraz jego przyjaciół.

## Informacje o postaci
Niewiele jest informacji na jego temat. Nie wiadomo kiedy się urodził, skąd pochodzi ani nawet jak brzmi jego pełne imię. Wiadomo natomiast, że jest międzynarodowym terrorystą i psychopatą, który obsesyjnie próbuje zabić MacGyvera oraz jego przyjaciół. Jednak wbrew swoim morderczym tendencjom, niekiedy wydaje się miły a nawet sympatyczny. Przez długi czas ukrywał, że ma siostrę Ashton Cook, choć ona sama nawet nie wiedziała o jego istnieniu. Pracując dla Związku Zawodowych Zabójców (Z.Z.Z.), nie chciał narażać jej na niebezpieczeństwo, więc ukrywał jej istnienie. Organizacja, dla której wykonuje zlecenia wynajmuje zabójców na całym świecie a Murdoc jest jednym z najlepszych. Oprócz tego, że jest równie inteligentny jak MacGyver posiada też szereg innych umiejętności. Jest znakomitym pianistą, mistrzem przebieranek i ekspertem od zastawiania wymyślnych pułapek. Biegle posługuje się bronią ciężką, taką jak: miotacze ognia, bazooki, czy materiały wybuchowe. Sam siebie uważa za najlepszego w swoim fachu. Szczyci się tym, że zawsze wykonuje powierzane mu zadania, a jedyną jego niedokończoną sprawą jest MacGyver, którego bezskutecznie usiłuje zabić. Słynie z tego, że każdej ofierze w chwili śmierci robi zdjęcie, z czego jedna odbitka stanowi dowód dla zleceniodawcy, a drugą wysyła do DXS dla zabawy.

## Spotkania z MacGyverem
Zanim po raz pierwszy spotkał MacGyvera przez co najmniej 5 lat był ścigany przez Wydział Służb Zewnętrznych (ang. DXS) i jej ówczesnego agenta Petera Thortona. Mac poznał Petera właśnie przez Murdoca, któremu nieświadomie pomógł w ucieczce, kiedy Thorton chciał go aresztować. To spowodowało, że później o mało nie zginęli, kiedy wpadli w zastawioną przez Murdoca pułapkę. Jednak dzięki pomysłowości MacGyvera uszli z życiem, a Pete zachwycony jego umiejętnościami zaoferował mu pracę w DXS. Od tego momentu Murdoc zaczął polować także na niego, m.in. podłożył  bombę w jego łóżku i przebrał się za pielęgniarkę, by zabić go w szpitalu (w którym odwiedzał Jacka Daltona). Nie udało mu się to a podczas ucieczki wbiegł do wyburzanego budynku. Wszyscy byli pewni, że zginął, ale ciała nie znaleziono.
Siedem lat później niespodziewanie wrócił i podstępem zwabił Maca i Pete’a w pułapkę, by dokończyć swoje zadanie, ale i ta próba mu się nie powiodła, a on sam „zginął” podczas nieostrożnego obchodzenia się z dynamitem.
Rok później zaskoczył MacGyvera i jego przyjaciółkę Nikki w górach. Ponieważ zaminował drogę powrotną, musieli zacząć wspinać się na stromą górę zwaną Wdowim Szczytem. Tam doszło do konfrontacji, podczas której spadł w przepaść po przecięciu utrzymującej go liny.
Jakimś cudem przeżył upadek i postanowił ponownie zabić Maca. Podszywając się pod dyrektora Jacques’a La Rue, wziął Penny Parker jako zakładniczkę. I choć znów był bardzo blisko spełnienia swojego zamiaru, to został pokonany („zginął” porażony prądem).
Porażki w starciach z MacGyverem uświadomiły mu, że powinien wycofać się z „branży”. Odmawiając kolejnego zlecenia od Z.Z.Z. sam stał się celem. Ponieważ Związek nie mógł do niego dotrzeć, postanowił porwać jego siostrę Ashton i zrobić z niej przynętę. Murdoc wiedząc, że tym razem nie poradzi sobie sam zgłosił się do MacGyvera z prośbą o pomoc. Mac z trudem zgodził się mu pomóc, stawiając jednocześnie warunek, że po uwolnieniu Ashton, odda się w ręce władz. Nie zrobił tego, ale dostarczył dowodów przeciwko Związkowi.
Z.Z.Z. nie został jednak całkowicie zlikwidowany a Murdoc po pewnym czasie postanowił do niego wrócić. Ponieważ organizacja nie toleruje porażek, zaczęła wymuszać na nim, by ostatecznie rozprawił się z MacGyverem, który od dawna sabotował ich działania. Mac wiedząc, że stał się celem postanowił wyjechać z miasta. Jednak w wyniku zastawionej na drodze pułapki stracił pamięć. Znalazł schronienie u pewnej kobiety i jej córki, a Murdoc podając się za MacGyvera wmówił im, że udzielają pomocy mordercy. Pomimo to i tak został pokonany, kiedy spadł do kopalnianego szybu.
Choć wydawało się to niemożliwe przeżył i po raz ostatni powrócił jako prawa ręka obalonego amerykańskiego dyktatora, który zamierzał odzyskać władzę. Jednak nic z tego nie wyszło, a Murdoc próbując przejechać Maca wpadł samochodem w przepaść. Choć nie są znane jego dalsze losy, to bardzo możliwe, że przeżył i ten wypadek, gdyż ciała jak zwykle nie odnaleziono, zaś na końcu odcinka MacGyver odbiera telefon w którym słychać śmiech Murdoca.
W odcinku „Serenity” MacGyver miał dziwny sen, w którym on i jego przyjaciele znaleźli się na dzikim zachodzie a Murdoc był rewolwerowcem polującym na Maca.
Później Murdoc pojawił się jeszcze w dwóch odcinkach, ale tylko w retrospekcjach.
Począwszy od odcinka „Widowmaker” charakterystycznym motywem stało się, iż w momencie swej „śmierci” Murdoc głośno wykrzykiwał nazwisko MacGyvera.